# Liste der Ehrenbürger der Technischen Universität Wien
Die Liste der Ehrenbürger der Technischen Universität Wien listet alle Personen auf, die von der Technischen Universität Wien die Würde eines akademischen Ehrenbürgers verliehen bekommen haben, chronologisch sortiert nach dem Jahr der Verleihung.

## Ehrenbürger

### Technische Hochschule Wien (Verleihungen 1925 bis September 1975)
- 1925: Viktor Brausewetter, Hugo Darnaut, Paul Dittes, Friedrich Drexler, Bruno Enderes, Wilhelm Exner, Friedrich Golitschek, M. De Haas, H. J. Hannover, Karl Hazura, Carl Hochenegg, Rudolf von Larisch, Ludwig Michalek, Theodor Pierus, Franz Quidenus, Rudolf Reich, Richard von Schoeller, Eduard Zetsche, Peter Zwieauer
- 1926: Richard Opitz
- 1928: Kaspar Dantscher, Friedrich Dessauer, Max Diamant, Josef Engelhart, Ludwig Erhard, Rudolf Hörtinger, Konrad Hoheisel, Max Jüllig, Karl Kelle, August Kirstein, Johann Kremenezky, Franz Leithe, Oskar Miller, Gustav Adolf Witt
- 1931: Karl Bergmann, Ludwig Spängler, Rudolf Stegemann
- 1932: Benno Brausewetter, Eduard Fechtner, Franz Nissl
- 1935: Paul Fiedler Holsoe, Ivar Justus Tengboom
- 1935: Franz Rehrl, Franz Wallack
- 1942: Hermann Vinzenz Heller, Alois Rasinger
- 1944: Robert Edler
- 1945: Ernst Robert Kaan, Speiser Paul
- 1946: C. G. W. Cordon, J. W. Goodison, Joseph M. Murphy, Georges Perret, Lucien Ruche, Ralph E. Shinemann
- 1946: Franz Fattinger, Egon E. Seefehlner, Anton Weber
- 1947: Robert Engels, Otto Haustein, Otto Lange, Franz Menzel, Grigorij Samsonow-Garin, Charles Birkens-Bettinger, Hardy M. Ray, Wilhelm Sandecki, Eduard Scherer
- 1949: Theodor Heinrich Mayer, Samuel Howard Williams
- 1951: Stefan Guczky, Franz Leist, Franz Mayer-Gunthof, Matthäus Schlager, Ludwig Tlaskal
- 1953: Franz Landertshammer, Carl Vogt, Rudolf Walker, Othmar Windberger
- 1954: Alphonse Delmas, Emil Linhart
- 1955: Fritz Bock
- 1956: Gerhart Köchert, Gustav Markt, Viktor Schützenhofer
- 1964: Rigobert Plass, Rudolf Karl Schwarz, Otto Wolfrum
- 1965: Hans Böhmer, Franz Hintermayer, Alexander Kothbauer, Max Kreis, Karl Laschtowiczka, Erich Maier, Fritz Mayer, Ottokar Rakosnik, Eugen Vucinic, Erich Werner
- 1966: Hans Wertanek
- 1967: Herbert Koller, Gustav Mautner-Markhof
- 1968: Franz Ockermüller, Carl Schönbichler
- 1970: Rudolf Gruber, Friedrich Smola, Valerie Stoik, Franz Unger, Nobert Zimmer
- 1973: Rudolf Schmidt
- 1975: Otto Hurm

### Technische Universität Wien (seit 1. Oktober 1975)
- 1979: Walter Epperlein, Norbert Kraus
- 1980: Karl Bruckmayer, Hugo Durst, Günther Junck, Heinz Tünkl
- 1981: Charlotte Kornek
- 1982: Ernst Pöcksteiner
- 1989: Friedrich Fischer, Robert Faber
- 1990: Sepp Stein, Helmut Werner, Franz Bamberger, Edgar Kirschner, Helmuth G. Rendulic, Rosemarie Fehrer, Peter Kapral, Karl Kienböck, Norbert Tanner
- 1992: Heinz Bruckmüller, Walter Eisler
- 1995: Friedrich Schächter
- 1996: Hans Peter Haberland
- 2001: Harald Schuh
- 2003: Alfred S. Posamentier
- 2005: Gisela Kemmerling
- 2012: Herwig Bangert
- 2013: Willy Kempel, Evelyn Nowotny, Karl Riedling
- 2016: Herbert Störi
- 2017: Albert Blauensteiner
- 2019: Anna C. Frank, Juliane Mikoletzky, Ingrid Steiner, Ina Wagner
- 2021: Lothar Matzenauer, Alfred Zimmermann
- 2023: Gerald Hodecek[1]